# Рекат
Рекат (арап. ركعة - ракʿа‎, множина: ركعات - ракаʿат) јесте јединица исламске молитве (намаза). Састоји се од прописаних покрета и речи које муслимани извршавају, односно изговарају у току  намазa. 